# Mario Paolucci
Pour les articles homonymes, voir Paolucci.
 (janvier 2024).
Si vous disposez d'ouvrages ou d'articles de référence ou si vous connaissez des sites web de qualité traitant du thème abordé ici, merci de compléter l'article en donnant les références utiles à sa vérifiabilité et en les liant à la section « Notes et références ».
Mario Paolucci, né le 15 septembre 1941 et mort le 12 juillet 2008, est un acteur de cinéma argentin né à Buenos Aires.

## Biographie
Paolucci est né à Buenos Aires. Son père est un avocat prestigieux qui a été nommé illustre citoyen de Lomas de Zamora, sa mère est une enseignante qui a été une fervente militante de l'Union des femmes argentines (UMA, « Unión de las Mujeres de la Argentina »), et l'un de ses frères, Sergio Paolucci, est un pionnier du free jazz dans le pays. Jeune homme, il travaille pendant 17 ans pour l'entreprise Elma.
Actif depuis 1996, il est apparu dans une vingtaine de films du cinéma argentin et est également apparu dans un certain nombre de films du réalisateur Alejandro Agresti. Paolucci débute au cinéma dans le film Buenos Aires vice versa en 1996. Il est également apparu dans Une nuit avec Sabrina Love (2000) avec Cecilia Roth, ou encore le court métrage de Marcelo Schapces Dónde estaba Dios cuando te fuiste (1997) et La Fuga en 2001 avec Gérardo Romano. Il prête également sa voix au documentaire Gelbard, historia secreta del último burgués nacional, sur la vie de José Ber Gelbard, ministre argentin de l'économie entre 1973 et 1974, sous les gouvernements d'Héctor Cámpora, Juan Domingo Perón et María Estela Martínez de Perón.
Il joue au total dans 3 films sélectionnés au Festival de Cannes.
En 2006, il apparaît dans la comédie El Boquete. Il meurt à l'âge de 66 ans à Lomas de Zamora, Gran Buenos Aires.

## Filmographie

### Cinéma
- 1996 : Buenos Aires Vice Versa par Alejandro Agresti
- 1997 : Un día para siempre
- 1998 : Le Vent en emporte autant (El viento se llevó lo que) par Alejandro Agresti
- 1999 : El planeta de los hippies (es)
- 2000 : Une nuit avec Sabrina Love (Una noche con Sabrina Love) par Alejandro Agresti : Carmelo[5]
- 2000 : Caminata espacial
- 2001 : La Fuga (en) par Eduardo Mignogna : Carcelero
- 2001 : La Grande
- 2001 : Western coffee (es)
- 2002 : Los porfiados (es) : Dino Scarfo
- 2002 : Un día de suerte (en) par Sandra Gugliotta (en) : Aristide
- 2002 : Sudeste
- 2002 : Chicas rollingas
- 2003 : Cléopâtre (en)
- 2003 : La Croix du sud (es) (La cruz del sur) : Rodolfo[5]
- 2003 : Chicas Rollinga
- 2003 : Gatillo fácil
- 2004 : Erreway: 4 caminos (en)
- 2004 : Informe nocturno
- 2005 : Tatuado (es) : Viejo
- 2006 : Remake : Max[5]
- 2006 : El Boquete (en)
- 2006 : Un peso, un dollar (es) : Vicente
- 2007 : Tres de corazones (es)
- 2007 : El infinito sin estrellas : Cosme
- 2010 : La jactancia de los tontos

### Court métrage
- 1998 : Le milagro secreto
- 1999 : Donde estaba Dios cuando te fuiste
- 2004 : En la oscuridad

### Télévision
- 2004 : Padre Coraje (en) (2 épisodes)
- 2005 : Una familia especial (es)
- 2005 : Killer Women
- 2007 : Los cuentos de Fontanarrosa (es) : Bramuglia